# Grand Premio Camaiore
Gran Premio Città di Camaiore var et italiensk endagsløb i cykling som arrangeredes hvert år i august (2013-2014 i februar). Løbet var arrangeret fra 1949 til 2014 og var en del af UCI Europe Tour fra 2005. 

## Vindere
| - 2014 ITA Diego Ulissi - 2013 SVK Peter Sagan - 2012 COL Esteban Chaves - 2011 ITA Fabio Taborre - 2010 SLO Kristjan Koren - 2009 ITA Vincenzo Nibali - 2008 ITA Leonardo Bertagnolli - 2007 ITA Fortunato Baliani - 2006 ITA Luca Paolini - 2005 KAZ Maksim Iglinskij - 2004 ITA Paolo Bettini - 2003 ITA Marco Serpellini - 2002 ITA Davide Rebellin - 2001 ITA Michele Bartoli - 2000 ITA Wladimir Belli - 1999 ITA Massimo Donati - 1998 ITA Andrea Tafi - 1997 RUS Oleksandr Hončenkov - 1996 ITA Alberto Elli - 1995 ITA Luca Scinto - 1994 ITA Gianluca Bortolami - 1993 ITA Massimo Podenzana - 1992 ITA Davide Cassani - 1991 ITA Gianni Faresin - 1990 ITA Giorgio Furlan - 1989 ITA Franco Ballerini - 1988 DEN Rolf Sørensen - 1987 ITA Gianni Bugno - 1986 ITA Claudio Corti - 1985 ITA Alberto Volpi - 1984 ITA Roberto Ceruti - 1983 ITA Moreno Argentin - 1982 BEL Jean-Marie Wampers - 1981 ITA Giuseppe Saronni - 1980 ITA Silvano Contini - 1979 ITA Giuseppe Saronni - 1978 Intet løb - 1977 ITA Franco Bitossi - 1976 ITA Walter Riccomi | - 1975 ITA Francesco Moser - 1974 ITA Giacinto Santambrogio - 1973 COL Martín Emilio Rodríguez - 1972 BEL Roger De Vlaeminck - 1971 BEL Eddy Merckx - 1970 ITA Mauro Simonetti - 1969 ITA Enrico Paolini - 1968 ITA Giampiero Macchi - 1967 ITA Luciano Dalla Bona - 1967 ITA Roberto Santini - 1966 ITA Bruno Mealli - 1966 ITA Giacinto Santambrogio - 1965 ITA Battista Monti - 1964 ITA Mario Anni - 1963 ITA Roberto Nencioli - 1962 ITA Roberto Nencioli - 1961 ITA Rolando Picchiotti - 1960 ITA Baldissera Vellada - 1959 ITA Alcide Cerato - 1958 ITA Silvano Simonetti - 1957 ITA Mario Bampi - 1956 ITA Nello Velucchi - 1955 ITA Dante Orlandi - 1954 ITA Sante Ranucci - 1953 ITA Gastone Nencini - 1952 ITA Luciano Ciancola - 1951 ITA Mauro Gianneschi - 1950 ITA Armando Fioriti - 1949 ITA Luigi Massei |